# Magura Kurczyńska
Magura Kurczyńska (słow. Kurčínska Magura, 894 m) – szczyt w Górach Lubowelskich, w polskiej regionalizacji z 2018 r. zaliczanych do Pogórza Popradzkiego.

## Topografia
Znajduje się we wschodniej części Gór Lubowelskich, w grzbiecie ciągnącym się od doliny Lipnika w Małym Lipniku po Poprad w Muszynie. Kolejno znajdują się w nim Lysá hora (692 m), Patria (772 m), Magura Orłowska (830 m), Magura Kurczyńska (894 m), Wielka Polana (794 m, na polskiej mapie zaznaczona jako Pamuľka 783 m) i Sucha Góra (561 m). Grzbiet ten tworzy łuk obydwoma końcami opadający do Popradu, i otaczający dwie słowackie miejscowości: Starina i Legnawa, o których Bogdan Mościcki w przewodniku „Beskid Sądecki” pisze, że „są najbardziej oddalone od spraw tego świata”.
Magura Kurczyńska jest więc najwyższym szczytem w tym grzbiecie i jednym z najwyższych szczytów Gór Lubowelskich. Jest też szczytem zwornikowym. W południowo-wschodnim kierunku odchodzi od niej boczny grzbiet z wierzchołkiem Na kamennú dráhu (798 m). Ze stoków Magury Kurczyńskiej spływa kilka potoków, m.in. Hrebeniacky potok, Kurčinský potok, Podmagurský potok. Wszystkie są dopływami Popradu.

## Turystyka
Cały masyw Magury Kurczyńskiej jest porośnięty lasem i mimo swojej wysokości i rozległości nie przedstawia walorów widokowych. Dawniej chadzano tutaj z Polski dla widoków. Obecnie jednak zaznaczana na mapach duża polana zarosła już lasem. Istnieją dwa szlaki turystyczne przez grzbiet Magury Kurczyńskiej, turyści chodzą tędy jednak rzadko. Są to więc dobre trasy dla turystów poszukujących odludnych i spokojnych tras. Ich przejście wymaga jednak dobrej orientacji w terenie i nieustannej czujności. Znakowanie tych tras odnawiane jest rzadko, na dużych odcinkach brak znaków, w niektórych miejscach ścieżka zanika lub trasa w niespodziewany i nieoznakowany sposób przechodzi na inną ścieżkę. Wskazane jest przejście tędy z osobą znającą już trasę lub posiłkowanie się kompasem lub przyrządem do nawigacji satelitarnej. Na zarośniętych świerkami borówczyskach dawnej polany na szczycie Magury Kurczyńskiej znaków brak i należy uważać, by schodząc niebieskim szlakiem do Legnavy trafić na właściwy grzbiet (jest on niższy od grzbietu odchodzącego do Wielkiej Polany).

## Szlaki turystyczne
– niebieski: Legnava – Magura Kurczyńska – Andrejovka (przysiółek Orlova). 3 h, ↓ 3.05 h
 – żółty: Orlov – Magura Orłowska – Magura Kurczyńska. 2.15 h, ↓ 1.55 h